# Heinz Eichholz
Heinrich „Heinz“ Eichholz (* 4. Januar 1927 in Gelsenkirchen; † 6. April 2001) war ein deutscher Ruderer.

## Biografie
Heinz Eichholz wurde 1951 und 1952 zusammen mit Heinz Renneberg Deutscher Meister im Zweier ohne Steuermann. Des Weiteren startete das Duo bei den Olympischen Sommerspielen 1952 in Helsinki in der Regatta mit dem Zweier ohne Steuermann. Nach einem dritten Platz im Vorlauf musste das Duo in den Hoffnungslauf, konnte diesen jedoch nicht antreten, da Eichholz an Nesselsucht erkrankte.